# Liste der Kirchen in der Propstei Stralsund
Die Liste ist eine vollständige Auflistung aller Kirchengebäude der Propstei Stralsund des Pommerschen Evangelischen Kirchenkreises in der Evangelisch-Lutherischen Kirche in Norddeutschland („Nordkirche“). Bis zur Gründung der Nordkirche zu Pfingsten 2012 war das Territorium Bestandteil der Kirchenkreises Demmin, des Kirchenkreises Greifswald sowie des Kirchenkreises Stralsund der Pommerschen Evangelischen Kirche.
| Ort                   | Kirchengemeinde Pfarramt                          | Kirche                                      | Landkreis Koord. | Bauzeit             | Besonderheiten | Abbildung |
| --------------------- | ------------------------------------------------- | ------------------------------------------- | ---------------- | ------------------- | --- | --------- |
| Abtshagen             | Abtshagen-Elmenhorst                              | Heilgeistkirche                             | VR Koord.        | 13. Jh.             | Buchholz-Orgel von 1843 |           |
| Ahrenshagen-Daskow    | Ahrenshagen                                       | Dorfkirche Ahrenshagen                      | VR Koord.        | 13. Jh.             | bedeutende Ausmalungen im Chorgewölbe |           |
| Ahrenshoop            | Prerow                                            | Schifferkirche Ahrenshoop                   | VR Koord.        | 20. Jh. (1950–1951) | |           |
| Altefähr              | Altefähr                                          | St.-Nikolai-Kirche                          | VR Koord.        | 15. Jh.             | kostbare Wandmalereien aus dem 15. Jahrhundert |           |
| Altenkirchen          | Nordrügen                                         | Pfarrkirche Altenkirchen                    | VR Koord.        | 12. Jh. (1168)      | eine der ältesten Kirchen auf Rügen |           |
| Baabe                 | Mönchgut-Sellin Mönchgut                          | Dorfkirche Baabe                            | VR Koord.        | 20. Jh. (1929–1930) | |           |
| Barth                 | Barth                                             | St.-Marien-Kirche                           | VR Koord.        | 13. Jh. (um 1250)   | die Orgel der St.-Marien-Kirche (Barth) ist die Buchholz-Orgel mit dem größten Originalbestand an Orgelpfeifen in Deutschland |           |
| Bergen                | Bergen                                            | St.-Marien-Kirche                           | VR Koord.        | 12. Jh. (um 1180)   | eine der ältesten Kirchen auf Rügen |           |
| Bessin                | Rambin Altefähr                                   | Kapelle Bessin                              | VR Koord.        | 15. Jh. (1482)      | |           |
| Binz                  | Binz                                              | Dorfkirche Binz                             | VR Koord.        | 20. Jh. (1911–1913) | |           |
| Bobbin                | Nordrügen                                         | St.-Pauli-Kirche                            | VR Koord.        | 14. Jh. (um 1400)   | war im 15. und 16. Jahrhundert eine der Rügener Wallfahrtskirchen |           |
| Bodstedt              | Bodstedt-Flemendorf-Kenz Kenz                     | St.-Ewalds-Kirche Bodstedt                  | VR Koord.        | 15. Jh. (nach 1465) | |           |
| Born a. Darß          | Prerow                                            | Fischerkirche Born a. Darß                  | VR Koord.        | 20. Jh. (1935)      | wird sowohl für evangelische als auch für katholische Gottesdienste genutzt |           |
| Brandshagen           | Brandshagen                                       | Marienkirche                                | VR Koord.        | 13. Jh.             | |           |
| Bretwisch             | Rakow Glewitz                                     | Kirche Bretwisch                            | VR Koord.        | 1852                | |           |
| Damgarten             | Damgarten-Saal Damgarten                          | St.-Bartholomäus-Kirche                     | VR Koord.        | 15. Jh.             | |           |
| Deyelsdorf            | Glewitz                                           | Kirche Deyelsdorf                           | VR Koord.        | 17. Jh.             | |           |
| Dranske               | Nordrügen                                         | St.-Paulus-Kapelle                          | VR Koord.        |                     | |           |
| Drechow               | Tribsees                                          | Kirche Drechow                              | VR Koord.        | 14. Jh.             | |           |
| Eixen                 | Semlow-Eixen                                      | Kirche Eixen                                | VR Koord.        | 13. Jh. (nach 1248) | |           |
| Elmenhorst            | Abtshagen-Elmenhorst                              | Kirche Elmenhorst                           | VR Koord.        | 13. Jh.             | |           |
| Flemendorf            | Bodstedt-Flemendorf-Kenz Kenz                     | St.-Marien-Kirche                           | VR Koord.        | 14. Jh. (1380)      | |           |
| Franzburg             | Franzburg                                         | Kirche Franzburg                            | VR Koord.        | 13. Jh.             | |           |
| Garz                  | Garz Garz/Rügen                                   | St.-Petri-Kirche                            | VR Koord.        | 14. Jh. (um 1350)   | |           |
| Gingst                | Gingst                                            | Sankt-Jacob-Kirche                          | VR Koord.        | 14. Jh. /(ab 1300)  | |           |
| Glewitz               | Glewitz                                           | Kirche Glewitz                              | VR Koord.        | 13. Jh.             | |           |
| Glowe                 | Nordrügen                                         | Kapelle Glowe                               | VR Koord.        | 20. Jh. (1982)      | |           |
| Göhren                | Mönchgut-Sellin Mönchgut                          | Dorfkirche Göhren                           | VR Koord.        | 19. Jh. (1930)      | |           |
| Griebenow             | Groß Bisdorf                                      | Schlosskapelle Griebenow                    | VR Koord.        | 17. Jh. (1648–54)   | |           |
| Grimmen               | Grimmen                                           | St.-Marien-Kirche                           | VR Koord.        | 13. Jh.             | |           |
| Groß Bisdorf          | Groß Bisdorf                                      | Kirche Groß Bisdorf                         | VR Koord.        | 13. Jh.             | |           |
| Groß Mohrdorf         | Bodstedt-Flemendorf-Kenz Kenz                     | Dorfkirche Groß Mohrdorf                    | VR Koord.        | 13. Jh.             | qualitätsvolle Barockausstattung |           |
| Groß Zicker           | Mönchgut-Sellin Mönchgut                          | Dorfkirche Groß Zicker                      | VR Koord.        | 14. Jh. (um 1400)   | Ältestes Gebäude auf dem Mönchgut. |           |
| Gustow                | Poseritz Garz/Rügen                               | Dorfkirche Gustow                           | VR Koord.        | 13. Jh. (1250)      | außergewöhnliche Schnitzgruppen („Anna selbdritt“ (um 1500) und „Pietà“) |           |
| Horst                 | Horst                                             | Kirche Horst                                | VR Koord.        | 14. Jh.             | |           |
| Jager                 | Horst                                             | Kapelle Jager                               | VR Koord.        | 1830                | |           |
| Kandelin              | Groß Bisdorf                                      | Kapelle Kandelin                            | VR Koord.        |                     | |           |
| Kaschow               | Grimmen                                           | Kapelle Kaschow                             | VR Koord.        |                     | |           |
| Kasnevitz             | Putbus-Vilmnitz-Kasnewitz Putbus                  | St.-Jacobi-Kirche                           | VR Koord.        | 14. Jh.             | |           |
| Kenz                  | Bodstedt-Flemendorf-Kenz Kenz                     | St.-Marien-Kirche                           | VR Koord.        | 15. Jh.             | Ältester umfassender Bestand der Glasmalerei in der Pommerschen Evangelischen Kirche |           |
| Kirch Baggendorf      | Kirch Baggendorf                                  | Kirche Kirch Baggendorf                     | VR Koord.        | 13. Jh.             | |           |
| Kirchdorf             | Reinberg Brandshagen                              | Dorfkirche Kirchdorf                        | VR Koord.        | 14. Jh.             | |           |
| Klevenow              | Grimmen                                           | Kapelle Klevenow                            | VR Koord.        |                     | |           |
| Kloster auf Hiddensee | Kloster Kloster/Hiddensee                         | Inselkirche Hiddensee                       | VR Koord.        | 17. Jh.             | |           |
| Kreutzmannshagen      | Groß Bisdorf                                      | Dorfkirche Kreutzmannshagen                 | VR Koord.        | 15. Jh.             | |           |
| Lancken-Granitz       | Lancken-Granitz Binz                              | Sankt-Andreas-Kirche                        | VR Koord.        | 15. Jh.             | |           |
| Landow                | Samtens Gingst                                    | Dorfkirche Landow                           | VR Koord.        | 14. Jh. (1312)      | eine der ältesten Kirchen auf Rügen, vermutlich ältester Fachwerkkirchenbau in Norddeutschland |           |
| Langenhanshagen       | Lüdershagen Ahrenshagen                           | Kirche Langenhanshagen                      | VR Koord.        | 14. Jh.             | die Kirche ist nahezu leer |           |
| Leplow                | Semlow-Eixen                                      | St.-Katharinen-Kirche                       | VR Koord.        | 13. Jh.             | |           |
| Lüdershagen           | Lüdershagen Ahrenshagen                           | St.-Georgs-Kirche                           | VR Koord.        | 13. Jh. (1278)      | |           |
| Medrow                | Glewitz                                           | Dorfkirche Medrow                           | VR Koord.        |                     | |           |
| Middelhagen           | Mönchgut-Sellin Mönchgut                          | St.-Katharinen-Kirche                       | VR Koord.        | 15. Jh. (1455)      | |           |
| Nehringen             | Glewitz                                           | St.-Andreas-Kirche                          | VR Koord.        | 14. Jh.             | |           |
| Neuendorf             | Groß Bisdorf                                      | Kapelle Neuendorf                           | VR Koord.        | um 1800             | |           |
| Neuendorf             | Kloster Kloster/Hiddensee                         | Gemeindehaus Neuendorf                      | VR Koord.        | 1987                | |           |
| Neuenkirchen          | Neuenkirchen-Rappin Schaprode                     | Maria-Magdalena-Kirche                      | VR Koord.        | 14. Jh. (1380)      | |           |
| Niepars               | Pütte-Niepars Pütte                               | Dorfkirche Niepars                          | VR Koord.        | 13. Jh.             | |           |
| Pantlitz              | Ahrenshagen                                       | Dorfkirche Pantlitz                         | VR Koord.        | 19. Jh.             | |           |
| Patzig                | Patzig Schaprode                                  | St.-Margarethen-Kirche                      | VR Koord.        | 15. Jh. (1456)      | |           |
| Poseritz              | Poseritz Garz/Rügen                               | St.-Marien-Kirche                           | VR Koord.        | 14. Jh. (1300)      | |           |
| Prerow                | Prerow                                            | Seemannskirche Prerow                       | VR Koord.        | 18. Jh. (1728)      | älteste Kirche auf dem Darß |           |
| Prohn                 | Prohn                                             | Dorfkirche Prohn                            | VR Koord.        | 13. Jh.             | |           |
| Putbus                | Putbus-Vilmnitz-Kasnevitz Putbus                  | Schlosskirche Putbus                        | VR Koord.        | 19. Jh. (1891–1892) | |           |
| Pütte                 | Pütte-Niepars Pütte                               | Dorfkirche Pütte                            | VR Koord.        | 13. Jh.             | |           |
| Quitzin               | Vorland                                           | Schlosskapelle Quitzin                      | VR Koord.        | 1614                | |           |
| Rakow                 | Rakow Glewitz                                     | Kirche Rakow                                | VR Koord.        | 13. Jh. (1238)      | |           |
| Ralswiek              | Patzig Schaprode                                  | Holzkapelle Ralswiek                        | VR Koord.        | 20. Jh. (1907)      | |           |
| Rambin                | Rambin Altefähr                                   | St.-Johannes-Kirche                         | VR Koord.        | 14. Jh.             | |           |
| Rappin                | Neuenkirchen-Rappin Schaprode                     | St.-Andreas-Kirche                          | VR Koord.        | 13. Jh.             | |           |
| Reinberg              | Reinberg Brandshagen                              | Dorfkirche Reinberg                         | VR Koord.        | 13. Jh. (1220)      | |           |
| Reinkenhagen          | Reinkenhagen Horst                                | Kirche Reinkenhagen                         | VR Koord.        | 13. Jh.             | |           |
| Richtenberg           | Richtenberg Franzburg                             | St.-Nikolai-Kirche                          | VR Koord.        | 13. Jh. (1220)      | |           |
| Rolofshagen           | Vorland                                           | Dorfkirche Rolofshagen                      | VR Koord.        | 13./17. Jh.         | Seit 1987 Ruine, ehemalige Sakristei wird noch genutzt |           |
| Saal                  | Damgarten-Saal Damgarten                          | Dorfkirche Saal                             | VR Koord.        | 14. Jh. (um 1300)   | |           |
| Sagard                | Sagard Sassnitz                                   | St.-Michael-Kirche                          | VR Koord.        | 15. Jh.             | eine der ältesten Kirche auf Rügen |           |
| Samtens               | Samtens Gingst                                    | Kirche Samtens                              | VR Koord.        | 15. Jh.             | |           |
| Sassnitz              | Sassnitz                                          | St.-Johannis-Kirche                         | VR Koord.        | 19. Jh.             | |           |
| Schaprode             | Schaprode                                         | St.-Johannes-Kirche                         | VR Koord.        | 13. Jh.             | Drittälteste Kirche auf Rügen. |           |
| Schlemmin             | Ahrenshagen                                       | Dorfkirche Schlemmin                        | VR Koord.        | 13. Jh. (1280)      | |           |
| Sehlen                | Sehlen Garz/Rügen                                 | Dankeskirche                                | VR Koord.        | 19. Jh. (1866)      | |           |
| Sellin                | Mönchgut-Sellin Mönchgut                          | Gnadenkirche                                | VR Koord.        | 20. Jh. (1912–1913) | |           |
| Semlow                | Semlow-Eixen                                      | Dorfkirche Semlow                           | VR Koord.        | 13. Jh.             | |           |
| Stahlbrode            | Reinberg Brandshagen                              | Kapelle Stahlbrode                          | VR Koord.        | 1886                | |           |
| Starkow               | Velgast-Starkow Velgast                           | St.-Jürgen-Kirche                           | VR Koord.        | 1886                | |           |
| Steinhagen            | Steinhagen                                        | Dorfkirche Steinhagen                       | VR Koord.        | 13. Jh.             | |           |
| Stoltenhagen          | Grimmen                                           | Dorfkirche Stoltenhagen                     | VR Koord.        | 13. Jh.             | Einschiffiger Feldsteinbau mit Backsteinelementen an Portalen, Fenster und Giebel aus der Mitte des 13. Jh., kugelförmiges Kreuzrippengewölbe; eingezogener, quadratischer Chor; geschnitzte Kanzel von der 1. Hälfte des 18. Jh. |           |
| Stralsund             | Luther-Auferstehungsgem. Stralsund Luthergemeinde | Auferstehungskirche                         | VR Koord.        | 20. Jh. (1991)      | Jüngster Kirchenbau Stralsunds. |           |
| Stralsund             | Heilgeist-Voigdehagen Stralsund Heilgeist         | Friedenskirche                              | VR Koord.        | 20. Jh. (1950–1951) | |           |
| Stralsund             | Heilgeist-Voigdehagen Stralsund Heilgeist         | Kirche Voigdehagen                          | VR Koord.        | 15. Jh.             | Bis ins 18. Jahrhundert war sie die Mutterkirche der drei großen Stralsunder Pfarrkirchen. |           |
| Stralsund             | Stralsund St. Nikolai                             | St. Nikolai Gemeindezentrum in Knieper West | VR Koord.        | 1977                | |           |
| Stralsund             | Luther-Auferstehungsgem. Stralsund Luthergemeinde | Lutherkirche                                | VR Koord.        | 20. Jh. (1936–1937) | Erster Kirchenneubau Stralsunds seit dem Mittelalter. |           |
| Stralsund             | Heilgeist-Voigdehagen Stralsund Heilgeist         | Heilgeistkirche                             | VR Koord.        | 15. Jh.             | Die Heilgeistkirche ist seit der Zerstörung der Jakobikirche gemeinsames Gotteshaus der Jakobi- und Heilgeistgemeinde Stralsunds.                                                                                                 |           |
| Stralsund             | St. Marien Stralsund Stralsund St. Marien         | St.-Marien-Kirche                           | VR Koord.        | 13./14. Jh.         | Die dreischiffige Basilika ist die größte Pfarrkirche Stralsunds. Es war von 1625 bis 1647 das weltweit höchste Gebäude. |           |
| Stralsund             | St. Nikolai Stralsund St. Nikolai                 | St.-Nikolai-Kirche                          | VR Koord.        | 13./14. Jh.         | St. Nikolai ist die älteste der drei Stralsunder Pfarrkirchen. |           |
| Swantow               | Poseritz Garz/Rügen                               | St.-Stephanus-Kirche                        | VR Koord.        | 14. Jh.             | |           |
| Thiessow              | Mönchgut-Sellin Mönchgut                          | Jesu-Sieg-Kapelle Thiessow                  | VR Koord.        |                     | |           |
| Trent                 | Trent Schaprode                                   | St.-Katharinen-Kirche                       | VR Koord.        |                     | |           |
| Tribohm               | Ahrenshagen                                       | Dorfkirche Tribohm                          | VR Koord.        | 13. Jh.             | |           |
| Tribsees              | Tribsees                                          | St.-Thomas-Kirche                           | VR Koord.        | 14. Jh.             | |           |
| Velgast               | Velgast-Starkow Velgast                           | Christus-Kirche                             | VR Koord.        | 13. Jh.             | |           |
| Vilmnitz              | Putbus-Vilmnitz-Kasnevitz Putbus                  | Maria-Magdalena-Kirche                      | VR Koord.        | 13. Jh.             | |           |
| Vitt                  | Nordrügen                                         | Vitter Kapelle                              | VR Koord.        | 14. Jh.             | |           |
| Vorland               | Vorland                                           | Kirche Vorland                              | VR Koord.        | 13. Jh.             | |           |
| Waase                 | Waase Gingst                                      | St.-Marien-Kirche                           | VR Koord.        | 15. Jh.             | |           |
| Wiek                  | Nordrügen                                         | Pfarrkirche St. Georg zu Wiek               | VR Koord.        | 15. Jh.             | |           |
| Willerswalde          | Horst                                             | Kapelle Willerswalde                        | VR Koord.        |                     | |           |
| Wolfsdorf             | Franzburg                                         | Kapelle Wolfsdorf                           | VR Koord.        | 14./19. Jh.         | |           |
| Zingst                | Zingst                                            | Peter-Pauls-Kirche                          | VR Koord.        | 19. Jh. (1862)      | |           |
| Zingst                | Zingst                                            | Bonhoeffer-Kapelle                          | VR Koord.        | 20. Jh.             | |           |
| Zirkow                | Binz                                              | St.-Johannes-Kirche                         | VR Koord.        | 15. Jh.             | |           |
| Zudar                 | Zudar Garz/Rügen                                  | St.-Laurentius-Kirche                       | VR Koord.        | 14. Jh.             | Südlichste Kirche auf Rügen. |           |